# Sayner Hütte

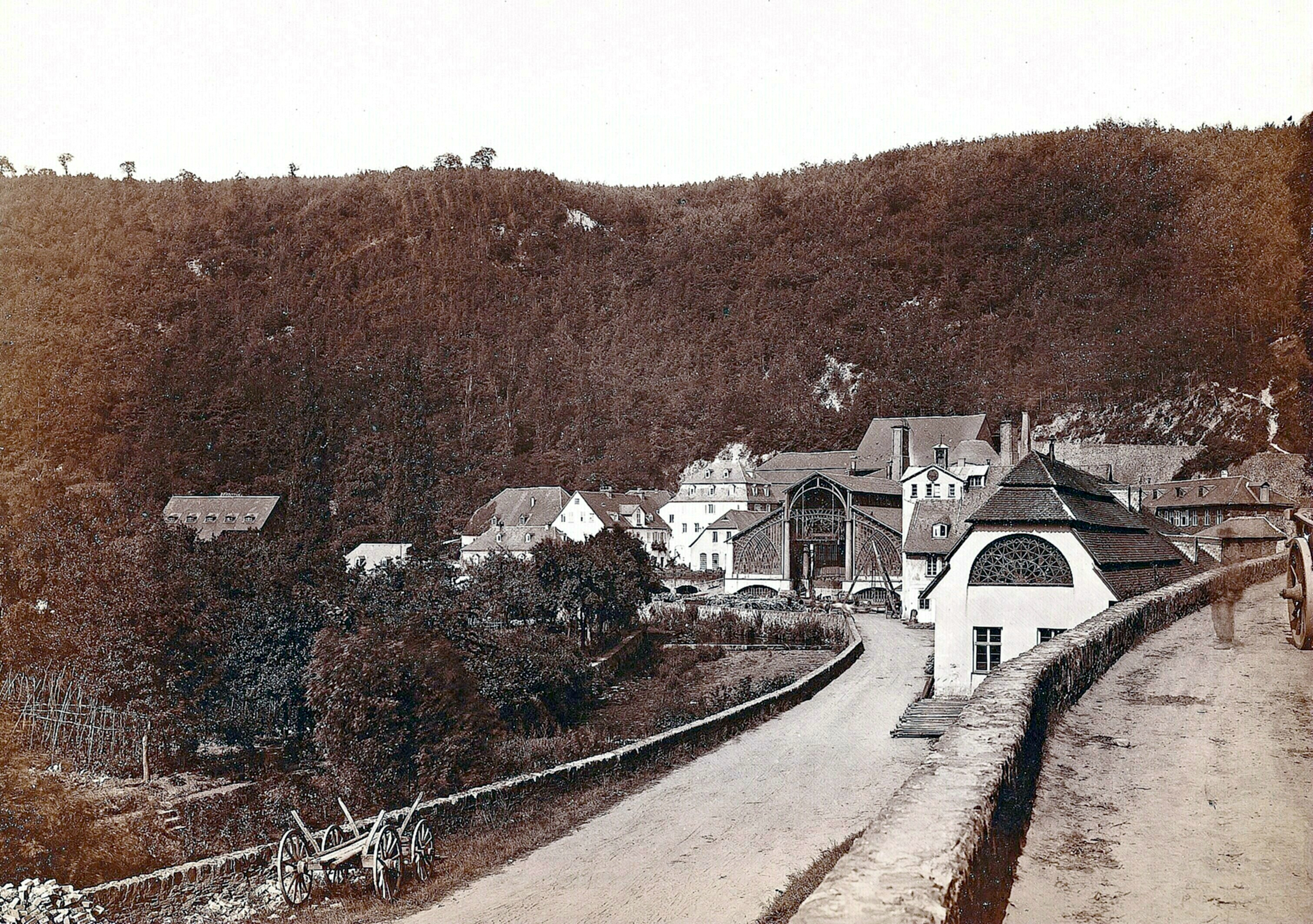
Sayner Hütte, 1869

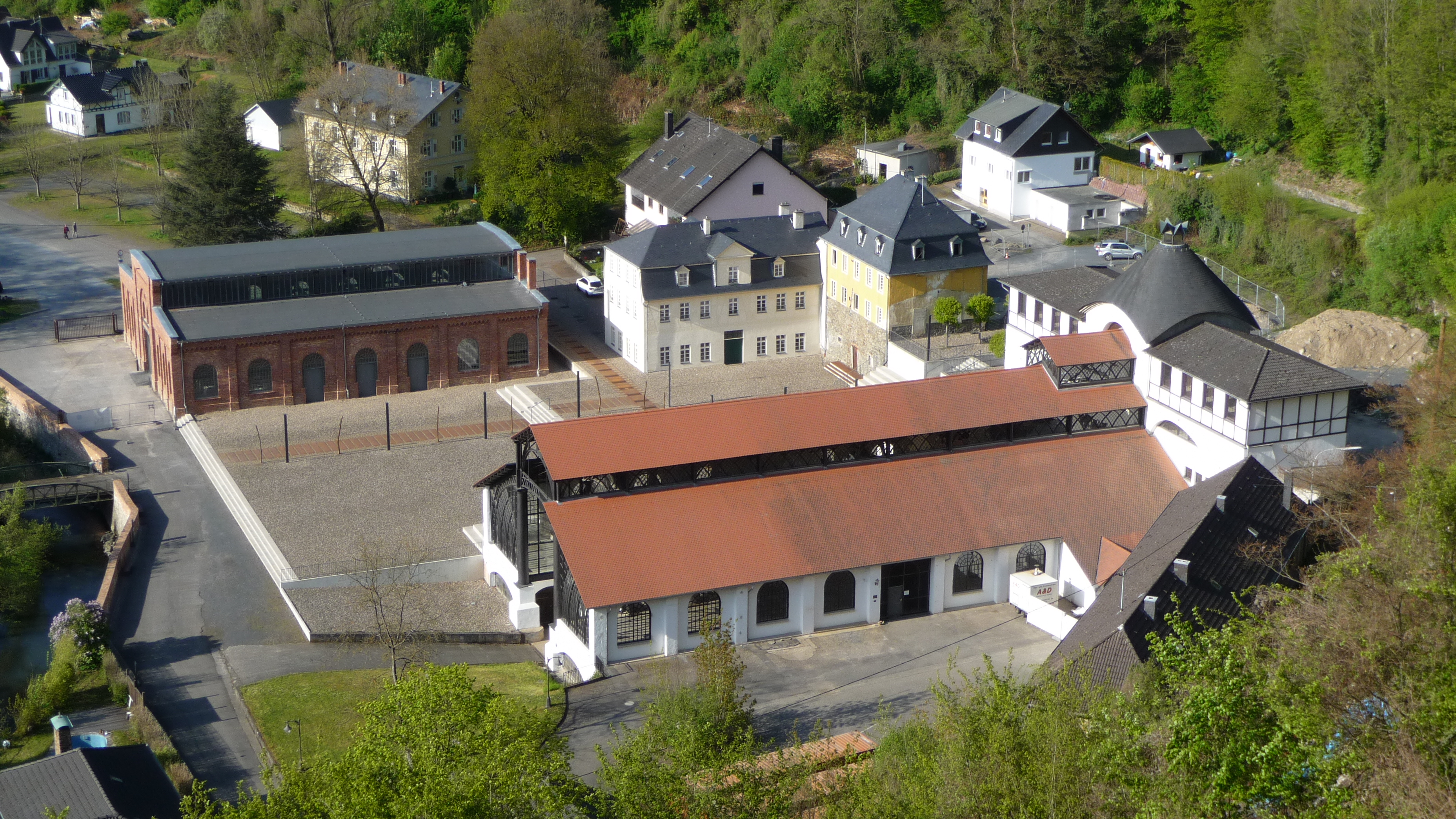
Denkmalzone Sayner Hütte

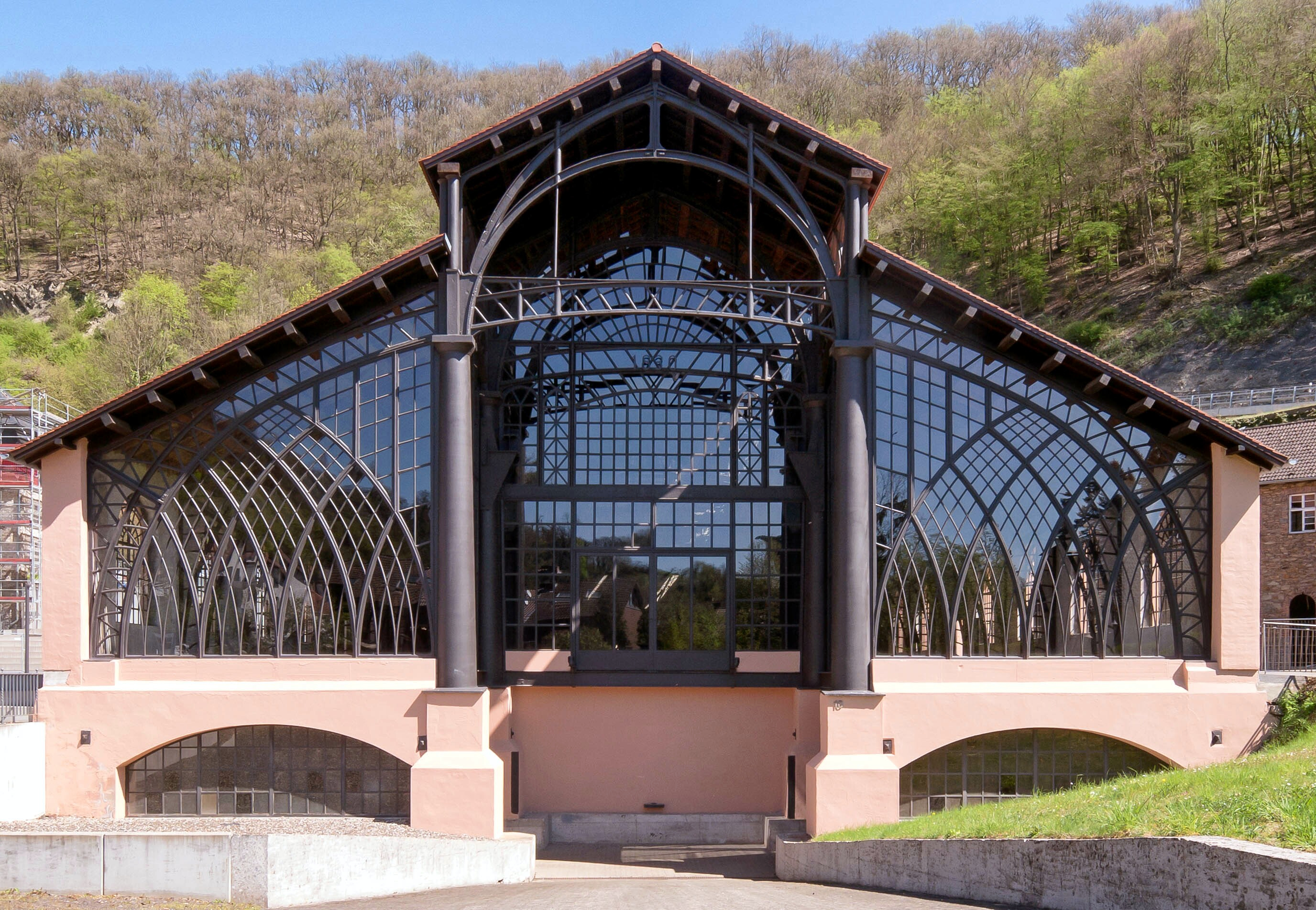
Vorderansicht der Gießhalle

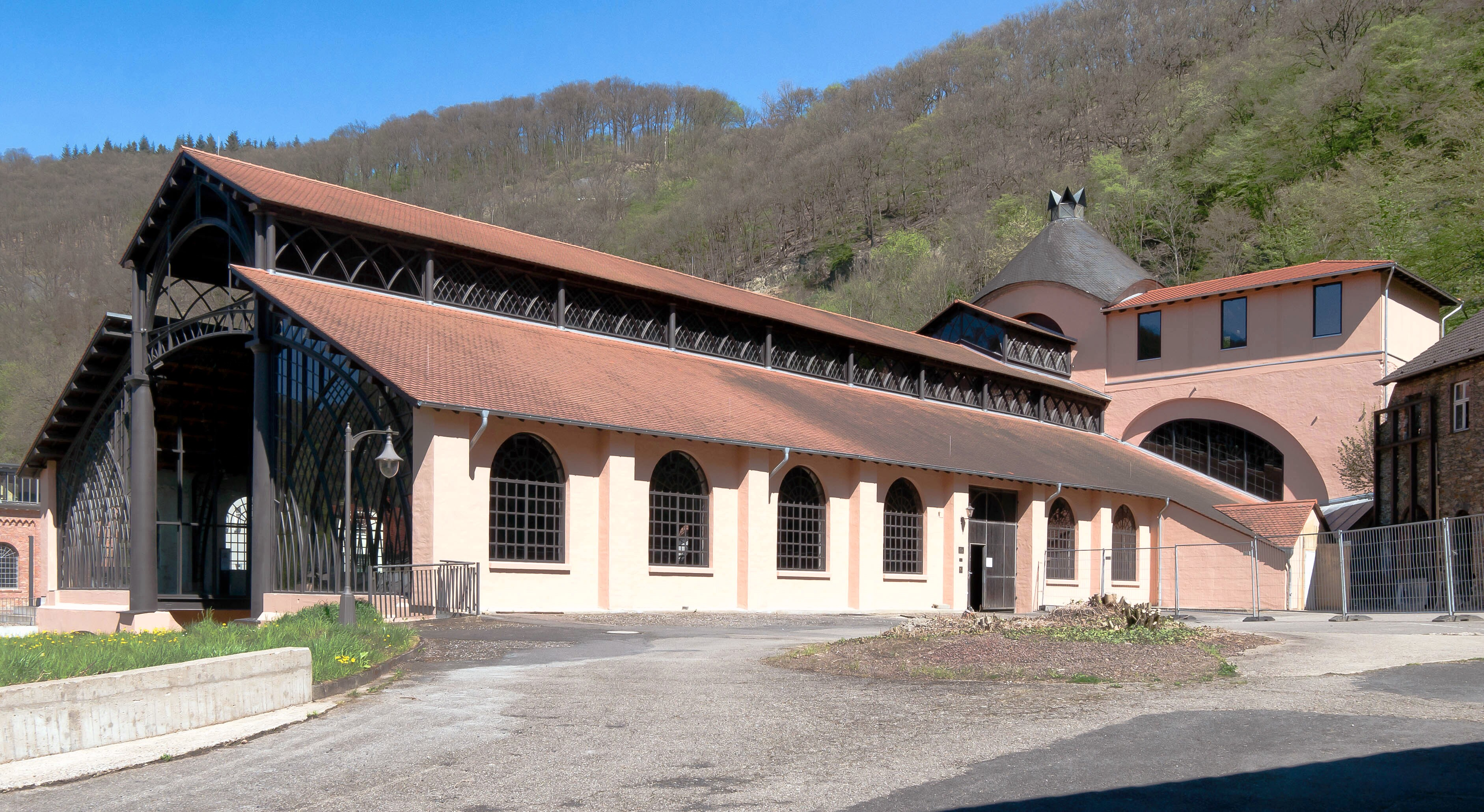
Seitenansicht mit Hochofen am Ende der Halle

Die Sayner Hütte ist ein ehemaliges Hüttenwerk in Bendorf. Sie liegt im Stadtteil Sayn am gleichnamigen Flüsschen und wurde in den Jahren 1769–1770 im Auftrag des Trierer Kurfürsten Clemens Wenzeslaus von Sachsen durch den Berginspektor (Inspektor im Bergbauwesen) Heinrich Daniel Jacobi, Vater von Gottlob Jacobi, errichtet. Die gesamte Anlage mit historischer Gießhalle (1828–30) samt Hochofen und Flügelbauten wurde 1926 stillgelegt. Das heutige Industriedenkmal war Teil einer Reihe von Bendorfer Hütten und im 19. Jahrhundert neben Berlin und Gleiwitz eine der bedeutendsten Eisengießereien in Preußen.

## Geschichte
Ab 1778 wurden auf dem Gelände der Sayner Hütte zwei Hochöfen, vier große und ein kleiner Hammer errichtet. 1802 fällt die Hütte als Landesdomäne an das Herzogtum Nassau. Von 1815 bis 1865 war die Sayner Hütte in preußischem Besitz. Sie war, neben der Königlich Preußischen Eisengießerei in Berlin und der Eisengießerei in Gleiwitz, die dritte bedeutende Hütte, die Eisenkunstguss herstellte.
Die Hütte bestand aus dem Hüttengebäude mit zwei Hochöfen, dem Formhaus, einem Hammergebäude mit zwei Hämmern und Frischfeuern, einem zweiten Hammergebäude mit einem dritten Hammer und Reckhammer, verschiedenen Lagergebäuden und einem Wohnhaus. Ungefähr einen Kilometer oberhalb der Sayner Hütte stand der Oberhammer mit zwei Frischfeuern. Alle Hämmer wurden vom Wasser des Saynbachs angetrieben. Da die gesamte Anlage am Hang des Burgberges stand, konnten die Hochöfen ohne Aufzug von oben beschickt werden. 1796 wurde Anselm Lossen Leiter der Hütte. Unter der Leitung des Oberhüttenbauinspektors Franz Moritz ab 1815 wurden hauptsächlich Baueisen und Geschütze für die preußischen Festungen in der Rheinprovinz hergestellt. Im Dezember 1818 übernahm Carl Ludwig Althans (1788–1864) die Leitung der Hütte und begann mit der Kunstgussproduktion. In der Folgezeit wurden weitere Umbauten und Erweiterungen vorgenommen. So wurde 1818 ein Lehmformhaus errichtet und 1824 entstand am rechten Ufer des Saynbachs ein Kanonenbohrwerk. Zwischen 1828 und 1830 wurde die neue Gießhalle mit einem Hochofen gebaut, die heute noch erhalten ist. Es war der erste Industriehallenbau mit einer tragenden Gusseisenkonstruktion. 1864 wurde in der Nähe des Rheins die Mülhofener Hütte gebaut.
1865 wurden die Sayner Hütte, um die sich auch der Bochumer Verein bemüht hatte, die Mülhofener Hütte und die Erzgruben in Horhausen an Alfred Krupp verkauft. 1870 wurde auf dem Gelände der Sayner Hütte noch eine neue Produktionshalle gebaut, jedoch ließ Krupp die Mülhofener Hütte um drei Hochöfen erweitern und legte den Sayner Hochofen 1878 still. 1926 wurde der Betrieb der Sayner Hütte eingestellt und so gelangten 1927 alle Gebäude in den Besitz der Stadt Bendorf.
1976 kaufte die Heinrich Strüder AG die bereits zum Abriss freigegebenen Gebäude und erhielt sie als Baudenkmal. Am 23. Dezember 2004 erwarb die Stadt Bendorf das Hüttengelände. Zusammen mit dem Freundeskreis Sayner Hütte e. V. werden Pläne für eine neue Nutzung erarbeitet. 2010 zeichnete die Bundesingenieurkammer die Sayner Hütte als Historisches Wahrzeichen der Ingenieurbaukunst in Deutschland aus.
Anfang 2011 einigten sich drei Ministerien des Landes Rheinland-Pfalz darauf, mit 3,8 Mio. Euro die Erhaltung und den Betrieb des Denkmals zu unterstützen. Bis zum Jahre 2014 wurde die Sayner Hütte auf vorbildliche Weise saniert.

## Die Gießhalle

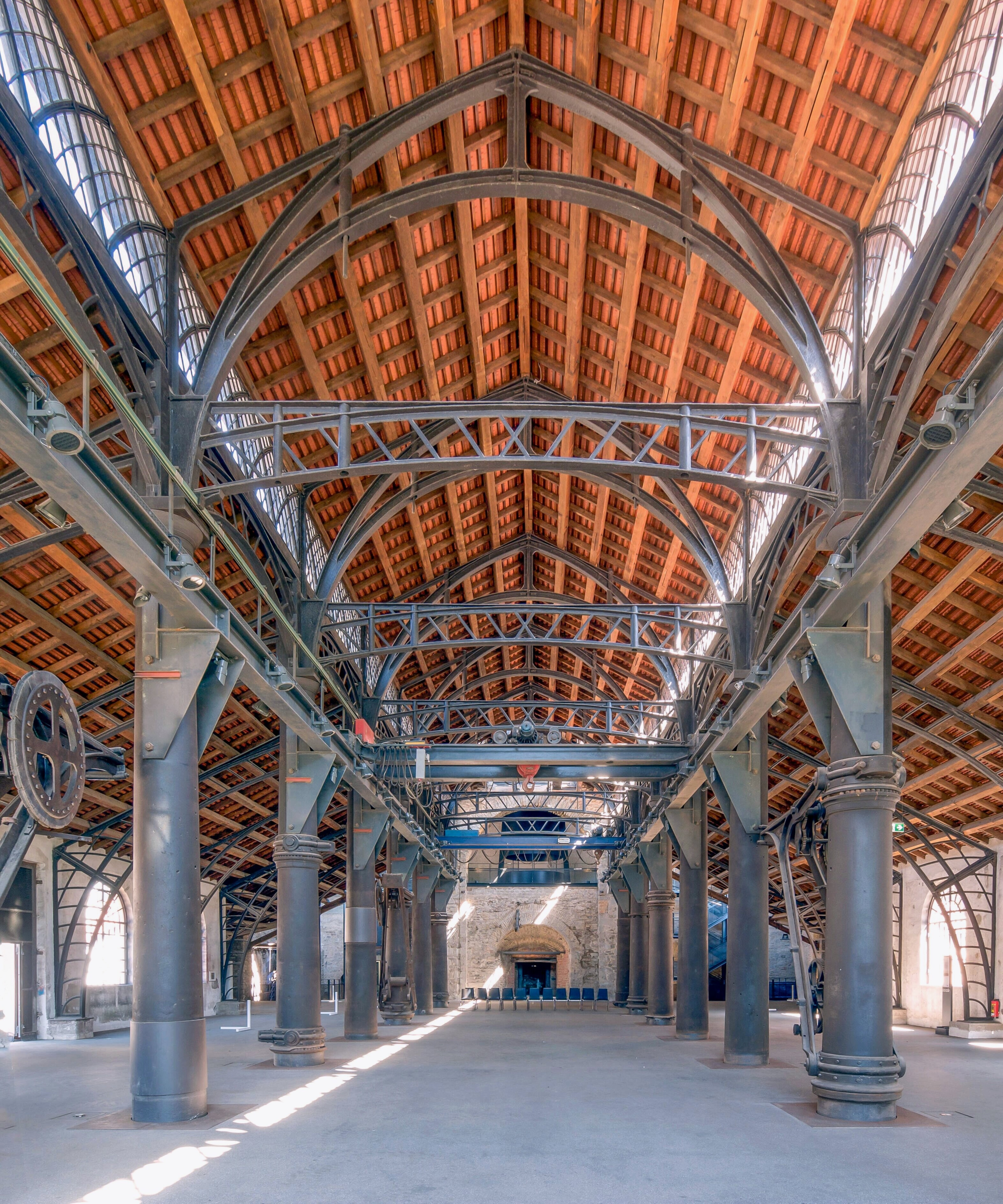
Innenansicht der Gießhalle mit dem gusseisernen Tragwerk

Die in den Jahren 1828 bis 1830 aus vorgefertigten gusseisernen Bauteilen errichtete Gießhalle ist heute ein europäisches Industriedenkmal, dem am 27. August 2010 in einem Festakt der Titel „Historisches Wahrzeichen der Ingenieurbaukunst“ verliehen wurde. Sie gleicht einer dreischiffigen Basilika mit erhöhtem Mittelbau. Die ursprüngliche Halle mit 24 × 29 Metern und sechs Jochen wurde 1844 um vier Joche auf 43,30 Meter vergrößert. Das gesamte Tragwerk besteht aus Gusseisen. Die 6,5 Meter hohen Säulen mit dorischen Kapitellen tragen die gusseisernen Längs- und Querbinder und die in der Querrichtung verlaufenden Korbbogenbinder tragen die Dächer der Seitenschiffe. Durch die gesamte Halle verläuft eine Transportebene, die an den Bindern der Obergaden aufgehängt ist. Über Treppen war sie mit der Gießebene und dem Hochofen verbunden. In der Apsis der Halle stand der Hochofen, der vom Hang aus beschickt wurde sowie zwei Flammöfen. Der Rauchabzug geschah durch die verglasten Obergaden im Mittelschiff. Die Gussteile konnten mit acht an den Rundsäulen angebrachten Auslegerkränen in die Seitenschiffe transportiert werden. Den vorderen Abschluss der Gießhalle bildete eine Glaswand mit Eisenrippen im Mittelschiff und Spitzbögen in den Seitenschiffen.
1844 waren neben den vier preußischen Hüttenbeamten noch rund 170 Arbeiter beschäftigt. Die Hütte bestand aus zwei Hochöfen, je vier Flamm- und Kupolöfen, drei Zylindergebläsen, einem Bohr-, Dreh- und Schleifwerk sowie verschiedenen Nebengebäuden. Alle Maschinen wurden durch Wasserkraft angetrieben. 
Nach der Stilllegung der Hütte begann ein stetiger Verfall der Industriegebäude, obwohl diese bereits 1929 durch die Rheinprovinz unter Denkmalschutz gestellt worden waren. Eine anstelle der ehemaligen Glasfassade vor die Gießhalle gebaute, gemauerte Halle wurde in dieser Zeit wieder abgebrochen.
Nach dem Zweiten Weltkrieg schritt der Verfall so weit voran, dass um 1970 der Abbruch unausweichlich schien. Erste Schritte zur Erhaltung Gießhalle begannen 1976 durch den damaligen Eigentümer Heinrich Strüder. In den Jahren 1978–1979 konnte die Rekonstruktion der großen Westfront durchgeführt werden. Danach erfolgte in den 1980er Jahren die Sicherung der oberen und seitlichen Gebäudeteile. Nachdem die Hütte wieder in den Besitz der Stadt Bendorf übergegangen war, begann man 2012 mit Finanzmitteln von Stadt, Land und Bund eine groß angelegte Sanierung und Renovierung mit dem Ziel, das Industriedenkmal als Museum und als Veranstaltungssaal nutzen zu können. Die Fertigstellung der Hochofeninszenierung konnte am 8. März 2019 gefeiert werden.

## Die Krupp'sche Halle

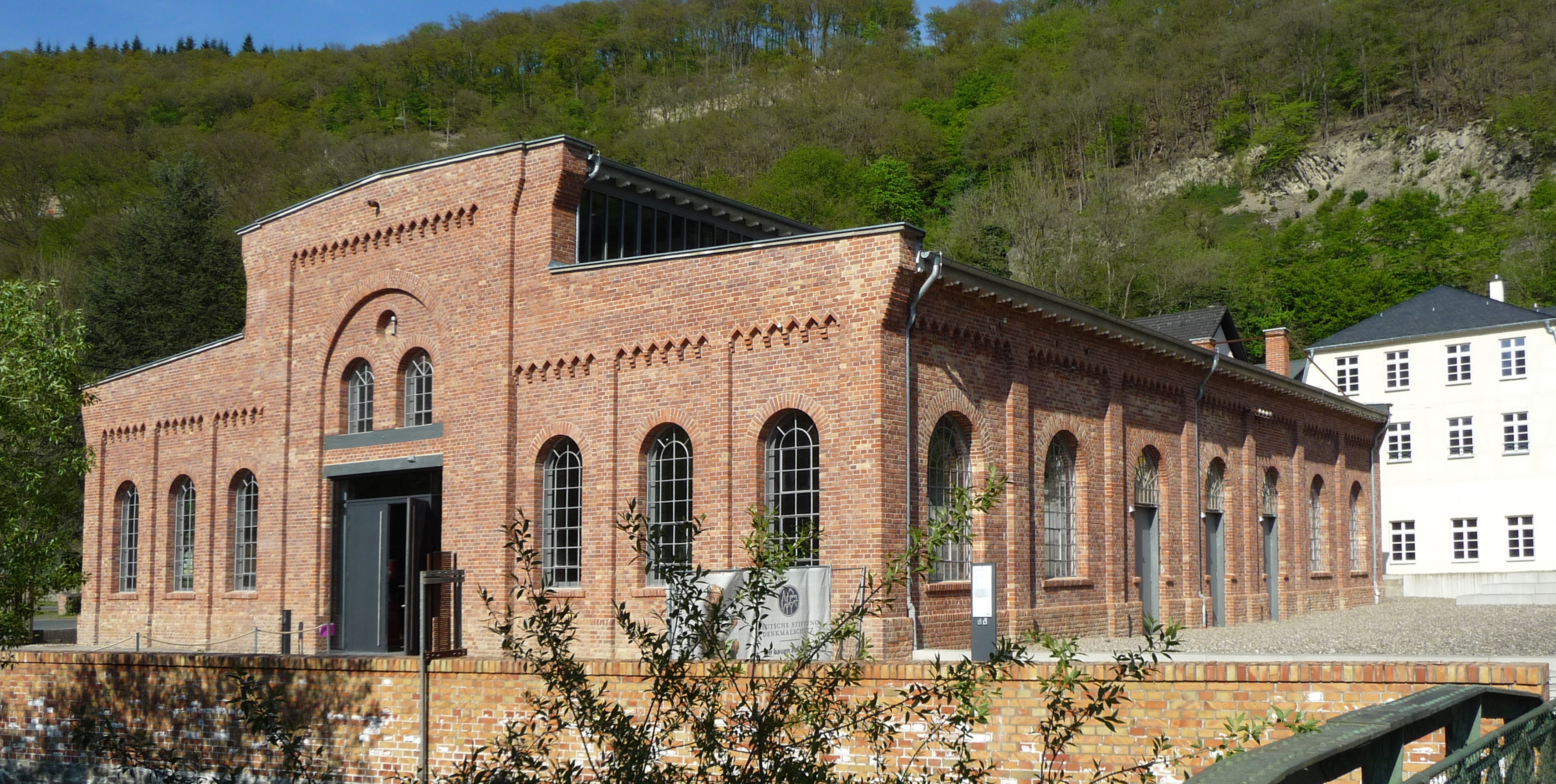
Krupp'sche Halle

Nach der Übernahme der Sayner Hütte durch Alfred Krupp, Essen, entstanden verschiedene neue Gebäude und Werkshallen. Als einziges markantes Gebäude blieb die Krupp'sche Halle bestehen. Dieses, in den Jahren 1908/1909 errichtete Gebäude, diente der maschinellen Bearbeitung der Eisengussstücke und im Zusammenspiel mit den anderen Werksteilen, der Herstellung und Bearbeitung von Eisen- und Stahl-Endprodukten. Das Ziegelsteingebäude wurde nach der Aufhebung der Hütte lange Jahre als Lager, Werkstatt und Büro durch die Mieter genutzt. Nach der umfangreichen Restaurierung seit Ende 2015 wurde die Kruppsche Halle am 28. April 2017 für Besucher eröffnet
und dient seitdem als Besucherzentrum für das Denkmalareal und als Ausstellungs- und Veranstaltungssaal.

## Eisenverarbeitung in Sayn

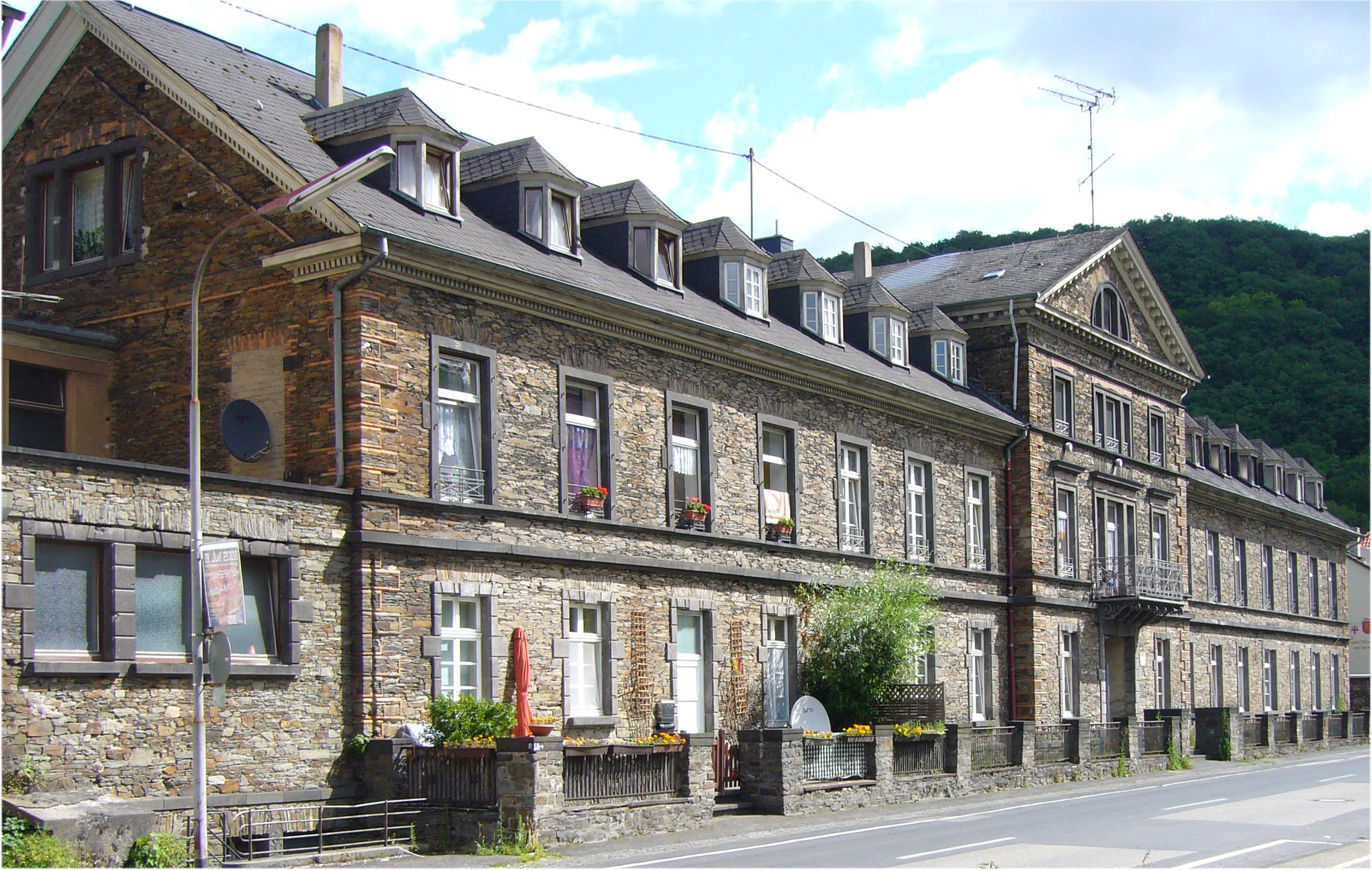
Ehemalige Eisenwarenfabrik d'Ester in Sayn

Das in der Sayner Hütte gefertigte Eisen wurde zum Teil direkt in Sayn verarbeitet. Der Koblenzer Eisenhändler Franz Sebastian Menn baute Anfang 1830 in Sayn eine Stahlwarenfabrik, in der er das Sayner Eisen nach den Wünschen seiner Kundschaft verarbeitete. 1834 kehrte Menn wieder nach Koblenz zurück und 1834 wurde sein Werk an die Vallendarer Familie d’Ester verkauft. D’Ester war einer der bedeutendsten Lederfabrikanten im Rheinland. 1835 übernahm Michael Joseph Johann d’Ester (1798–1863) die Leitung des Werks.
Mit Unterstützung des Sayner Hüttendirektors Althans wurde eine Maschinenfabrik und Gusswarenhandlung errichtet, die 1836 den Namen Maschinenfabrik & Gußwarenhandlung erhielt. 1836 wurden schon 750 Tonnen Eisen zu verzierten Öfen und Maschinenanlagen verarbeitet, 1840 waren 44 Personen beschäftigt, allerdings sank die Produktion auf 350 Tonnen. 1839 ging die Geschäftsleitung an Ferdinand Freiherr von Bleul, einem Cousin Joseph d’Esters, über.
1839 wurde ein neues Fabrikgebäude errichtet, das heute noch besteht. Dort wurden Dampfmaschinen von hoher Qualität hergestellt. Weitere Erzeugnisse waren Tonpressen, Weinkeltern und Gebrauchsgegenstände aus Gusseisen, wie Geländer, Gartenbänke und Grabmonumente. Für die Neuwieder Brückengesellschaft wurde ein Dampffährboot gebaut, das 1860 auf den Namen Neuwied getauft wurde.
Bereits 1850 wurde eine Betriebskrankenkasse gegründet. Im Juli 1872 wurde die Fabrik an Alfred Krupp verkauft. Dort wurden noch bis 1907 Bergwerkspumpen und Grubenwagen gebaut. Ab 1909 wurde das Haus als Erholungshaus für Angestellte von Krupp genutzt. Heute ist die ehemalige Fabrik im Besitz der Stadt Bendorf und dient als Mietshaus.

## Denkmalschutz
Die Sayner Hütte ist ein geschütztes Kulturdenkmal nach dem Denkmalschutzgesetz (DSchG) und in der Denkmalliste des Landes Rheinland-Pfalz eingetragen. Sie liegt in Bendorf in der Denkmalzone Sayner Hütte. Das Land Rheinland-Pfalz hat 2012 zusätzlich die Aufnahme in die nationale Tentativliste beantragt, damit die Sayner Hütte als UNESCO-Welterbe eingetragen werden kann.
Des Weiteren ist die Sayner Hütte ein geschütztes Kulturgut nach der Haager Konvention und mit dem blau-weißen Schutzzeichen gekennzeichnet.